# Smile, Kuibîșeve
Smile (în ucraineană Сміле) este localitatea de reședință a comunei Smile din raionul Kuibîșeve, regiunea Zaporijjea, Ucraina.

## Demografie
Componența lingvistică a localității Smile
     Ucraineană (89,18%)
     Rusă (10,65%)
     Alte limbi (0,17%)
Conform recensământului din 2001, majoritatea populației localității Smile era vorbitoare de ucraineană (89,18%), existând în minoritate și vorbitori de rusă (10,65%).